# Eva Kolinsky
Eva Kolinsky geb. Haeckel (* 29. Juni 1940 in Schmalkalden; † 8. August 2005) war eine deutsch-britische Germanistin, Soziologin und Hochschullehrerin.

## Leben und Wirken
Eva Kolinsky studierte Germanistik, Soziologie und Politikwissenschaft an der Universität Frankfurt/M. und an der Freien Universität Berlin. Ihre Promotion erfolgte 1969 an der FU Berlin. Von 1967 bis 1968 hatte sie sich mit einem Stipendium der Volkswagen-Stiftung an der University of Birmingham aufgehalten. Dort heiratete sie den Politikwissenschaftler und Dozenten Martin Kolinsky (* 1936) und lebte bis zu ihrem Tod in Großbritannien. Von 1975 bis 1990 war sie als Professorin für "German Studies" an der Aston University in Birmingham tätig, dann kurze Zeit (bis 1991) an der University of Bath und bis 1999 an der Keele University. Anschließend arbeitete sie als "Research Fellow" an der University of Wolverhampton. Sie war Mitherausgeberin der Zeitschrift "German Politics".
In Großbritannien war sie nach ihrer Heirat mit Martin Kolinsky zum jüdischen Glauben konvertiert.
In ihren Veröffentlichungen beschäftigte sie sich vor allem mit der Politik und Gesellschaft in Deutschland, vor allem nach der Wiedervereinigung 1990, der Situation in den östlichen Bundesländern, der Rolle der Frauen sowie der jüdischen bzw. türkischen Minderheit.

## Veröffentlichungen (Auswahl)
- Engagierter Expressionismus. Politik und Literatur zwischen Weltkrieg und Weimarer Republik. Eine Analyse expressionistischer Zeitschriften. Metzler, Stuttgart 1970 (= Dissertation Freie Universität Berlin).
- Parties, opposition and society in West Germany. Croom Helm, London 1984, ISBN 0-7099-1550-0.
- (Hrsg.): Oppostion in Western Europe. Croom Helm, London 1987, ISBN 0-7099-4094-7.
- (Hrsg.): The Greens in West Germany. Organisation and policy making. Berg, Oxford 1989, ISBN 0-85496-250-6.
- Women in West Germany. Life, work and politics. Berg, Oxford 1989, ISBN 0-85496-238-7 (2. Aufl. 1993 u.d.T.: Women in contemporary Germany, ISBN 0-85496-818-0).
- (Hrsg.): The Federal Republik of Germany. The end of an era. Berg, New York 1991, ISBN 0-85496-287-5.
- (Hrsg.): Between hope and fear. Everyday life in post-unification East Germany. A case study of Leipzig. Keele University Press, Keele 1995, ISBN 1-85331-159-6.
- (Hrsg.): Women in 20th-century Germany. A reader. Manchester University Press, Manchester 1995, ISBN 0-7190-4654-8.
- (Hrsg., mit David Horrocks): Turkish culture in German society today. Berghahn, Providence, RI 1996, ISBN 1-57181-899-5.
- (mit Daniela Berghahn u. Thomas Scharf): German studies in transition. The role of lectors at British universities. EBA, Cambridge 1997, ISBN 1-873209-10-X.
- (Hrsg., mit Wilfried van der Will): The Cambridge companion to modern German culture. Cambridge University Press, Cambridge 1998, ISBN 978-0-521-56032-0.
- (Hrsg., mit Chris Flockton): Recasting East Germany. Cass, London 1999, ISBN 0-7146-4936-8.
- (Hrsg., mit Chris Flockton u. Rosalind Pritchard): The new Germany in the East. Policy agendas and social developments since unification. Cass, London 2000, ISBN 0-7146-5093-5.
- Deutsch und türkisch leben. Bild und Selbstbild der türkischen Minderheit in Deutschland (= German linguistic and cultural studies, Bd. 4). Lang, Oxford u. a. 2000, ISBN 3-906763-97-8.
- (Hrsg., mit Hildegard Maria Nickel): Reinventing gender. Women in Eastern Germany since unification. Cass, London 2003, ISBN 0-7146-5377-2.
- (Hrsg., mit Mike Dennis): United and divided. Germany since 1990. Berghahn, New York 2004, ISBN 1-57181-513-9.
- After the holocaust. Jewish survivors in Germany after 1945. Pimlico, London 2004, ISBN 1-84413-317-6.